# Buffalo-Creek-Dammbruch
Koordinaten: 37° 47′ 48,8″ N, 81° 38′ 45,3″ W
Der Buffalo-Creek-Dammbruch war der Dammbruch eines Absetzbeckens am Buffalo Creek im Logan County in West Virginia, USA, am 26. Februar 1972. Er verursachte bis zu 125 Todesopfer.

## Der Damm Nr. 3
Etwa 5000 Menschen lebten in dem engen, 20 Meilen langen, Buffalo Creek Hollow genannten kohlereichen Tal.
Der Damm, eines von mehreren Absetzbecken, gehörte der Pittston Coal Company und war 32 Meter hoch. Er bestand aus dem typischen Abraum einer Kohlenmine. Dieser Schlamm wird zum Absetzen in Becken geleitet, die dadurch ständig anwachsen. Es gab keine Drainage und keine Möglichkeit, ansteigendes Wasser abzuleiten. Diese Becken sind darauf ausgelegt, dass das Wasser langsam versickert.

## Die Katastrophe
Mehrtägige starke Regenfälle hatten den Damm Nr. 3 aufgeweicht. Erst am Abend des 25. Februar sahen die Verantwortlichen eine Gefahr. Einige Unterlieger wurden gewarnt, aber die Warnung wurde nicht ernst genommen, weil das häufiger vorkam. Als erste Schäden am Damm auftraten, versuchte man mit einem Bulldozer, eine Drainagerinne zu graben. Am Morgen des 26. Februar begann um 07:45 Uhr das erste Wasser auszufließen. Bis dahin war niemand ernsthaft gewarnt worden. Um 07:59 Uhr brach der Damm ganz, wahrscheinlich an der Stelle, an der er ein Jahr vorher schon einmal ohne Schaden gebrochen war. Die Flut nahm einige Kohle-Deponien mit sich.

## Die Flutwelle
Etwa 432.000 bis 520.000 m³ Schlammwasser stürzten die Buffalo Creek-Schlucht hinab, trafen mehrere Orte, unter anderem Saunders, und ergossen sich nach drei Stunden und 27 km bei dem Ort Man in den Guyandotte River. Die Flutwelle war sechs bis neun Meter hoch.
Die Zahl der Toten wird mit 118, 123, 124 oder 125 (plus 7 Vermisste) angegeben. 1000 Menschen wurden verletzt, 500 Häuser ganz zerstört, 1000 beschädigt, und 4000 Menschen wurden obdachlos. Die Schadenssumme betrug 50 bis 65 Millionen US $.

## Nachspiel
Diese Flut gilt als die größte Katastrophe in der amerikanischen Minengeschichte.
Sie wurde als „höhere Gewalt“ dargestellt, beruhte aber tatsächlich auf menschlichem Versagen und vielen Fehlern und Versäumnissen. In den anschließenden Gerichtsverfahren bekamen die Geschädigten im Durchschnitt – nach Abzug der Gerichtskosten – 13.000 $ zugesprochen. Das US Army Corps of Engineers erhielt 9,5 Millionen $ für Aufräumarbeiten.

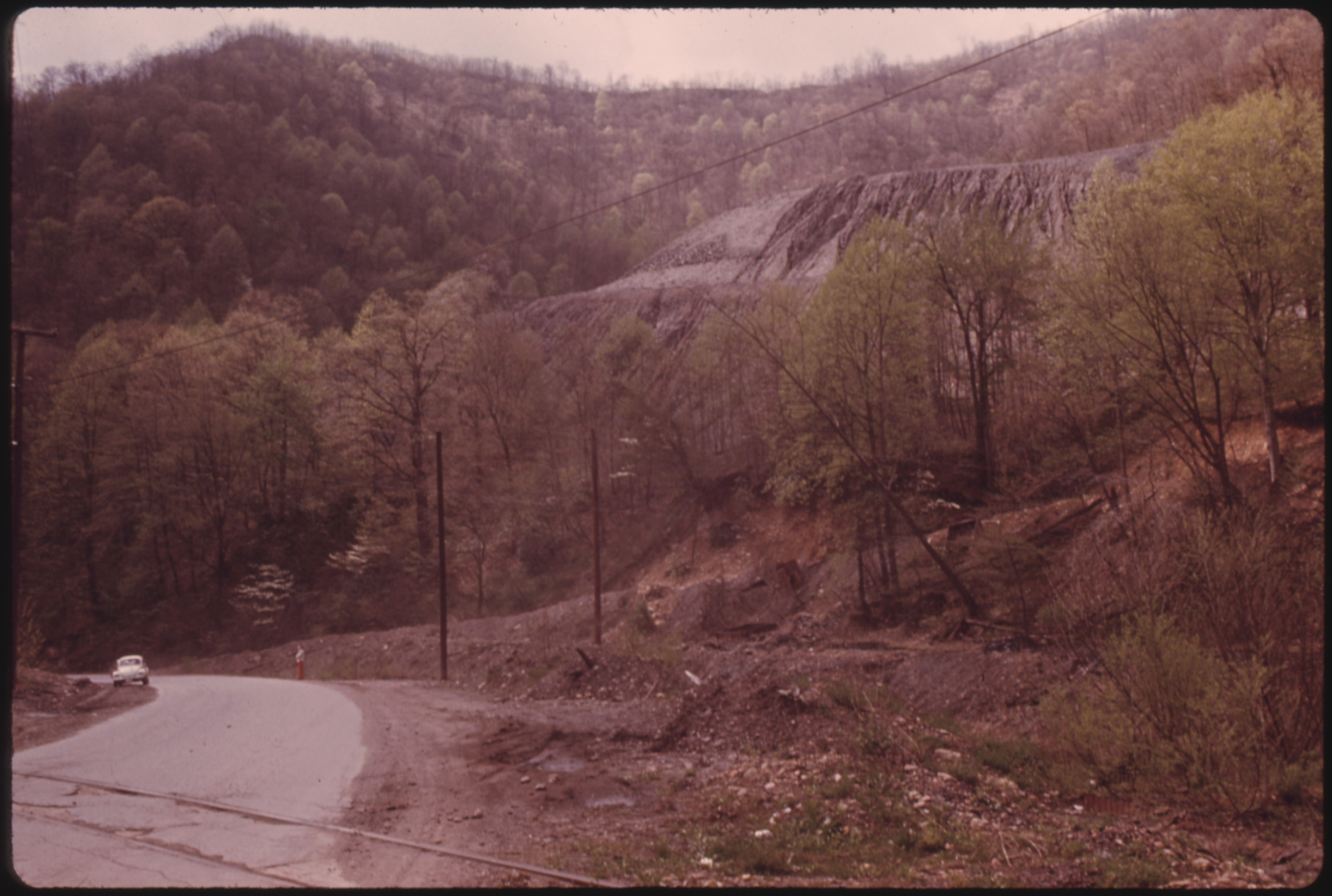
1974